# 디즈니 로고
디즈니 로고(영어: Disney logo)는 1956년부터 사용된 월트 디즈니 컴퍼니의 로고이다. 디즈니 로고는 월트 디즈니 컴퍼니의 창립자인 월트 디즈니의 양식화된 친필 서명을 기반으로 한다. 월트 디즈니 컴퍼니에서 사용하는 것 외에도, 다양한 디즈니 사업부와 제품에는 로고에 동일한 스타일/글꼴을 사용하지만 회사에 따라 약간씩 차이가 있다. 디즈니 로고의 철자 중 'D'는 황금비율을 3번이나 활용했다.

## 사업별 다양한 로고

### 월트 디즈니 컴퍼니
"월트 디즈니 컴퍼니"의 이름은 여러 번 바뀌었으며 로고도 여러번 바뀌었다.

### 월트 디즈니 프로덕션
1980년 파라마운트 픽처스와 공동제작된 영화 《뽀빠이》의 국제 예고편에는 하늘색 배경에 진한 파란색 미키 마우스의 머리가 등장하며, 원래 시그니처 스크립트에 있던 "Walt Disney"라는 글자가 위쪽에 있고 "PRODUCTIONS"라는 단어가 그 아래쪽에 위치한다.
그 후 당시 잃어버린 줄 알았던 이 예고편은, 그리스 VHS로 출시된 《도날드 덕 고즈 웨스트》에서 이 예고편과 로고가 다시 발견되었다. 또한, 이 로고가 사용된 《뽀빠이》 예고편은 호주 VHS로 출시된 《Summer Magic》에서 다시 발견되었다.
2024년 7월 21일, 1960년 영화 《폴리아나》의 호주 VHS 카피 프린트에서 《뽀빠이》 예고편과 함께 로고가 공식적으로 다시 발견되었다.

### 월트 디즈니 픽처스
1985년까지 디즈니 영화의 오프닝 크레딧에는 기존의 프로덕션 로고 대신 "Walt Disney Presents"라고 쓰인 타이틀 카드가 표시되었고 나중에는 "Walt Disney Productions Presents"라고 쓰였다. 《울지않는 늑대》와 《스플래시》의 사전 출시 버전에서는 "Walt Disney Pictures"라는 이름이 적힌 밝은 파란색 사각형이 표시되었고, 검은색 화면에 흰색 윤곽선 사각형이 테두리를 이루었다.
1985년 《오즈의 마법사》 개봉을 시작으로 월트 디즈니 픽처스는 영화 오프닝 크레딧에 디즈니 성 로고를 넣기 시작했다. 이후 1985년 만화 영화 《타란의 대모험》부터 음악도 같이 넣기 시작했다. 로고는 월트 디즈니 프로덕션에서 셀 애니메이션으로 제작되었으며 파란색 배경에 디즈니랜드의 잠자는 숲속의 공주 성 흰색 실루엣이 특징이며 스튜디오 이름이 월트 디즈니 텍스트로 표시되고 1940년 영화 《피노키오》의 배경음악인 〈When You Wish Upon a Star〉가 존 데브니가 편곡한 버전으로 흘러나온다. 로고의 짧은 버전은 영화 《오즈의 마법사》에서도 마무리 로고로 사용되었는데, 이 영화는 《타란의 대모험》이 개봉되기 몇 달 전에 개봉되었다. 컴퓨터 애니메이션을 적용한 디즈니 로고 렌더맨 버전은 《토이 스토리》부터 《라따뚜이》까지 픽사 애니메이션 스튜디오에서 제작한 모든 영화 오프닝 부분에 등장했으며, 랜디 뉴먼이 작곡한 《토이 스토리》의 오프닝 음악인 〈앤디의 생일〉이 흘러나온다. 2000년에 개봉한 영화 《다이노소어》를 시작으로 검은색 배경에 주황색 성과 로고가 특징인 대체 로고가 나왔으며 가끔은 어두운 톤을 활용하기도 했다. 《브라더 베어》, 2003년 재개봉된 《라이온 킹》, 《와일드》(이 로고를 사용한 마지막 영화) 등 몇몇 애니메이션 영화에서도 이 로고를 사용했다. 이 로고의 원래 형태는 2021년에 디즈니 스토어의 상품 라인을 위해 다시 등장하기도 했다.

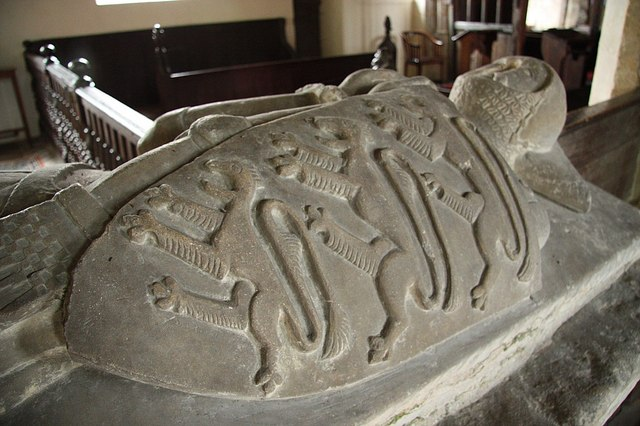
링컨셔의 노튼 디즈니 교구 교회에 있는 윌리엄 디스니 경의 형상. 디즈니 영화의 시작 부분에 등장하는 잠자는 숲 속의 공주 성 꼭대기에서 휘날리는 깃발에 세 마리 사자 가문 문장이 그려져 있다.

2006년, 《캐리비안의 해적: 망자의 함》을 시작으로 당시 월트 디즈니 스튜디오 회장이었던 딕 쿡과 스튜디오 마케팅 사장인 오렌 아비브의 요청에 따라  스튜디오의 제작사 로고가 업데이트되었다. 이 때부터 영화 초입 시퀀스 부분에 디즈니 성이 3D 애니메이션으로 나오기 시작했다. 디즈니 애니메이션 감독인 마이크 가브리엘과 프로듀서인 베이커 블러드워스가 디자인한 이 현대화된 로고는 웨타 FX와 yU+co가 3D 애니메이션으로 제작했으며 "Walt Disney Pictures" 타이포그래피 역시 3D를 활용한 뉴 월토그래프 폰트를 사용했다. 로고의 최종 렌더링은 캐머런 스미스(Cameron Smith)와 사이리스 패리시(Cyrese Parrish)가 맡았다. 또한, 새롭게 바뀐 로고에는 《피노키오》, 《덤보》, 《신데렐라》, 《피터 팬》, 《메리 포핀스》에 대한 시각적 참조가 포함되었으며, 3D로 새롭게 디자인된 성에는 신데렐라 성과 잠자는 숲속의 공주 성의 요소와 불꽃놀이, 월트 디즈니의 가문 문장이 들어갔다. 또한 2006년 마크 맨시나가 작곡 및 편곡하고 데이비드 메츠거가 공동 편곡 및 지휘를 맡은 〈When You Wish Upon a Star〉가 배경음악으로 흘러나온다. 이후 2011년에 개봉한 영화 《머펫 대소동》을 시작으로 "Walt Disney Pictures" 타이포그래피를 "Disney"로 줄이는 브랜딩 시퀀스가 수정되었다. 이 줄어든 버전은 원래 2007년 이후 주로 홈 미디어 릴리스에 사용되었었다. 이후 새로운 로고 시퀀스는 《트론: 새로운 시작》, 《말레피센트》, 《투모로우랜드》, 《정글북》, 《미녀와 야수》, 《라이온 킹(2019년)》, 《뮬란》, 《호커스 포커스 2》, 《마법에 빠진 사랑 2》 등 각 영화의 내용과 관련되어 지며 영화마다 유연하게 수정되어 왔다.
2022년에는 스튜디오 창립 100주년을 기념해 새로운 제작사 로고가 2022년 D23 엑스포에서 처음 공개되었으며 2022년 11월에 개봉한 영화 《스트레인지 월드》를 통해 처음으로 영화 시퀀스로 등장했다. 새로운 성 로고가 담긴 이 오프닝 시퀀스는 Disney Studios Content와 인더스트리얼 라이트 & 매직이 3D 애니메이션으로 제작했으며 크리스토프 백이 작곡하고 팀 데이비스가 지휘한 〈When You Wish Upon a Star〉의 편곡이 배경음악으로 흘러 나온다. 성 위에서 호를 그리던 마법의 불빛은 기존에는 오른쪽에서 왼쪽으로 날아갔지만 새롭게 공개한 100주년 시퀀스에서는 왼쪽에서 오른쪽으로 날아간다. 이는 2005년 홍콩 디즈니랜드 로고, 2006년 월트 디즈니 픽처스 인쇄 로고, 그리고 가장 최근에는 애니메이션 디즈니+ 로고 등 2005년 이후 나타난 여러 호의 모습을 절묘하게 참조한 것이다. 2023년 스튜디오 창립 100주년에서는 Disney100 로고 아래에 "100 Years of Wonder"라는 태그라인이 나타난다. 이 태그라인은 후에 2023년 디즈니+에서 개봉한 영화 《할 수 있어, 덩크슛!》(Chang Can Dunk)부터는 삭제되었지만 《인디아나 존스: 운명의 다이얼》의 일부 인쇄물(세계 초연 및 해외 인쇄물 포함)에는 다시 적용되었다. 이전 로고와 동일한 시각적 참조 내용을 담고 있지만 《포카혼타스》, 《업》, 《헤라클레스》, 《노틀담의 꼽추》, 《백설 공주와 일곱 난쟁이》, 《인어공주》, 《라푼젤》, 《메리다와 마법의 숲》, 《미녀와 야수》 등의 새로운 참조 내용이 추가되어 기존의 오프닝 시퀀스 보다 영상의 길이도 조금 더 길어졌다. 성 뒷 배경으로 왼쪽에는 영화 《Third Man on the Mountain》에 나오고 디즈니랜드에 롤러코스터로도 있는 마테호른이 나오며 성 오른쪽에는 《라이온 킹》의 상징적인 장소인 프라이드 록(Pride Rock)이 나온다. 또한 불꽃놀이가 터지며 미키마우스의 얼굴을 형상화하기도 했다. 이 로고는 비평가와 관객으로부터 폭넓은 호평을 받았으며, 2023년 11월 클리오 엔터테인먼트 어워즈에서 "연극 | 영화: 디자인" 미디어 부문에서 금상을 수상했다. 영상의 길이가 길지 않은 표준 버전의 시퀀스는 2023년 12월 23일 Disney+ 앱의 "Disney" 허브에서 공개되었으며, 2024년 《인사이드 아웃 2》의 2차 예고편에서 공식적으로 등장했다. 정식 버전은 2024년 Disney+ 다큐멘터리 영화 《The Beach Boys》에서 초연되었다.